# Xã Greene, Quận Clinton, Pennsylvania
Xã Greene (tiếng Anh: Greene Township) là một xã thuộc quận Clinton, tiểu bang Pennsylvania, Hoa Kỳ. Năm 2010, dân số của xã này là 1.695 người.